# 森島いずみ
森島 いずみ（森島 いずみ、1964年11月16日 -）は、日本の児童文学作家。山梨県南アルプス市在住。2011年、『パンプキン・ロード』で第20回小川未明文学賞を受賞しデビュー。

## 略歴
秋田県生まれ。立命館大学文学部卒業。在学中に中国に留学。卒業後は旅行業を経て、通訳業のかたわら児童文学を書きはじめ、2006年に「ニイハオ！ ミンミン」(もりいずみ名義)で第15回小川未明文学賞優秀賞を受賞。
福島県在住だった2011年に東日本大震災で被災、山梨県に移住。同年、避難生活の中で書き上げた『パンプキン・ロード』で第20回小川未明文学賞大賞を受賞しデビュー。2016年には、『あの花火は消えない』で第63回産経児童出版文化賞フジテレビ賞を受賞。『パンプキン・ロード』は岩手県夏の推薦図書及び第59回西日本読書感想画コンクール小学校高学年指定図書(2015年)、平成28年度版北海道青少年のための200冊(小学校5年の部)に選定された。
その後、2020年2月には“現代の環境病”である化学物質過敏症の娘を持つ家族が田舎への移住を決めて、再生してゆく過程を描いた実話に基づく物語『ずっと見つめていた』を上梓した。

## 作品
- 「ニイハオ！ ミンミン」（2006年 小川未明文学賞優秀賞）
- 『パンプキン・ロード』狩野富貴子・絵（2013年2月 学研教育出版）ISBN 978-4052035920
- 『あの花火は消えない』丹地陽子・絵（2015年10月 偕成社）ISBN 978-4037271909
- 「シロ」森シホカ・絵（日本児童文学者協会編『日本児童文学』2017年1-2月号 小峰書店）
- 『まっすぐな地平線』はぎのたえこ・絵（2017年9月 偕成社）ISBN 978-4037272609
- 『ずっと見つめていた』しらこ・絵（2020年2月 偕成社）ISBN 978-4037273200